# Келих Гігеї

Спрощене зображення Келиха Гігіеї

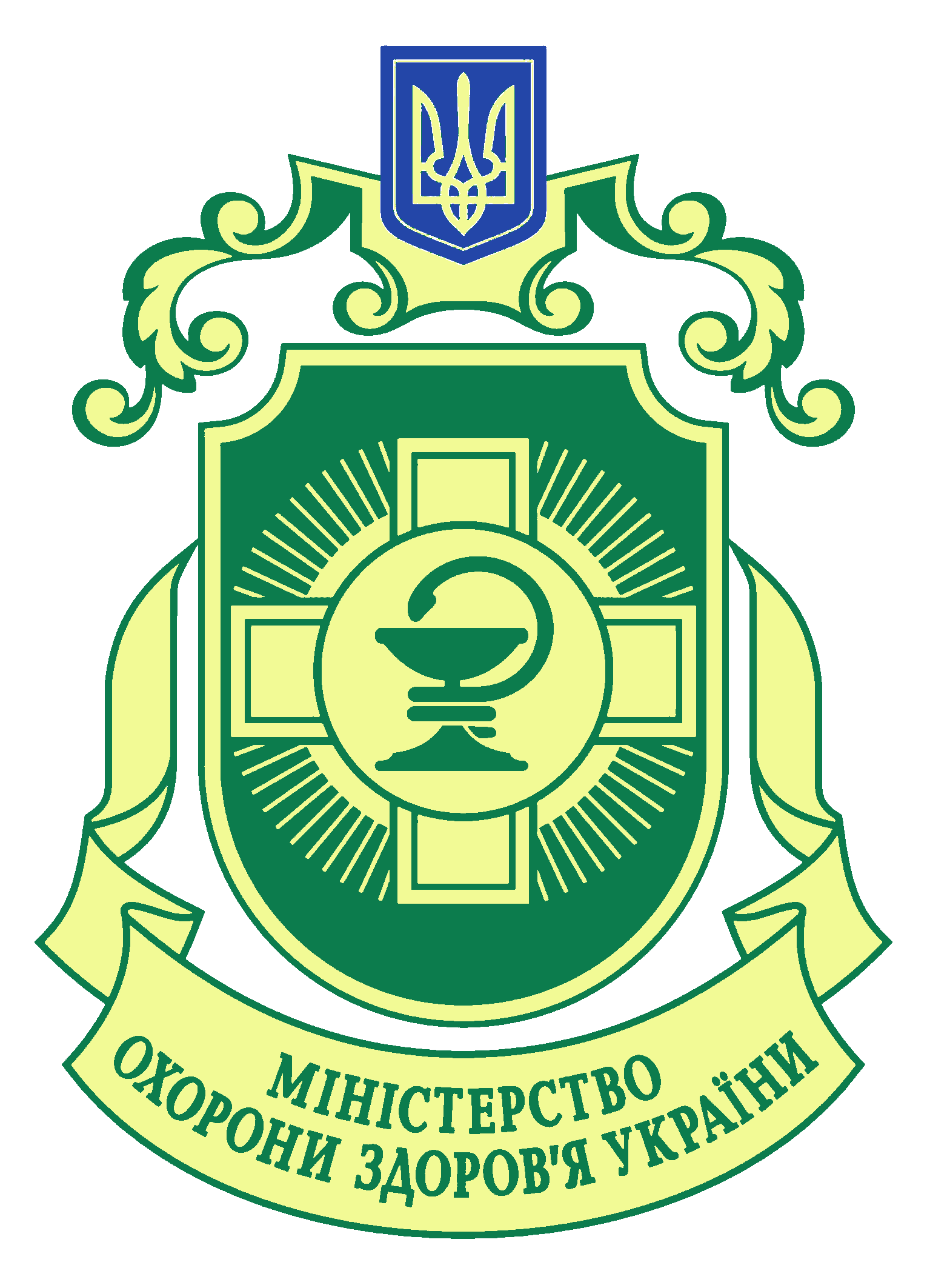
Емблема МОЗ України

Келих Гігіеї, або келих Гігеї — один з символів фармації. Гігіея була старогрецькою богинею здоров'я і дочкою Асклепія і Епіони чи Афіни. Символом Асклепія є посох зі змією, обвитою навколо нього; відповідно, символом Гігеї є кубок або чаша зі змією, що обвиває її ніжку і звисає над фіалом. Гігіею зображували у вигляді молодої жінки, що годує змію з чаші. Ці атрибути, чаша і змія, склали сучасний символ медицини.

## Використання символу фармацевтичними організаціями
Кубок Гігіеї використовується як основний символ фармації щонайменше з 1796 року, коли його вигравіювали на монеті, створеній для Паризького Товариства Фармації (Parisian Society of Pharmacy). Відтоді його перейняли багато інших фармацевтичних асоціацій по всьому світу, такі як Американське Фармацевтичне Товариство, Канадське Фармацевтичне Товариство, Фармацевтичне Товариство Австралії, Conseil de l'Ordre des Pharmaciens in France (де в статуті вказаний ще один символ, зелений грецький хрест).
Є елементом «логотипів» державних установ, наприклад, Міністерство охорони здоров'я України.

## Нагорода Кубку Гігіеї

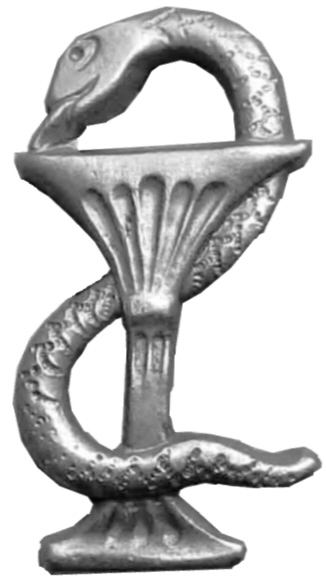
Келих Гігеї

Цю нагороду вручають влада штату, провінції і Національне Товариство Фармацевтів в США і Канаді, щоб позначити фармацевтів тих, що "мають цивільне лідерство в спеціальних суспільствах і «надихають інших фармацевтів брати активну участь в їх житті».
Нагороду було засновано в 1958 році Е. Клеїрбон Робінс, президентом A.H. Robinc Co. Річмонда, штат Вірджинія, і уперше вручена Фармацевтичним Товариством Айови на щорічній конференції.
У 1961 ця програма поширилася на Канаду, і до 1967 року її вже вручали фармацевтичним Товариствам в усіх 50 штатах Америки, так само в окрузі Колумбія, Пуерто-Рико і в усіх 10 провінціях Канади. У 1989 компанія American Home Products купила A.H. Robins і вже відділ Wyeth-Ayerst Laboratories узяв на себе спонсорство цієї нагороди.(У 2002 AHP змінила свою назву на Wyeth). Пізніше в 2009 р. цю компанію поглинув Pfizer, який в 2010 передав «усі права і відповідальності за нагороду» фармацевтичній професії в цілому. Сьогодні правами на неї володіють Американська Фармацевтична Асоціація, Національна Асоціація Державних Фармацевтичних Асоціацій (NASPA) і APhA Foundation.
Основні принципи відбору лауреата можна сформувати в декількох пунктах:
1. Реципієнт має бути фармацевтом, ліцензованим в галузі, в межах якої видається премія
2. Реципієнт має бути живий (посмертно премія не видається)
3. Міг раніше не отримувати цієї премії
4. Не обов'язково працюючий в даний момент або ж упродовж двох минулих років
5. Реципієнт повинен внести вагомий вклад в роботу фармацевтичних товариств, який, окрім їх особистих інтересів, відбивається на професії в цілому

Історично склалося, що більшість переможців премії — власники фармацевтичних товариств, які підвищують стандарт фармації в цілому. Окрім роботі у різних державних, місцевих, національних фармацевтичних товариствах, реципієнти премії присвятили свої час, талант і ресурси широкому колу інших інтересів

## Зображення

Уся Європа
Австрія
Німеччина
Угорщина
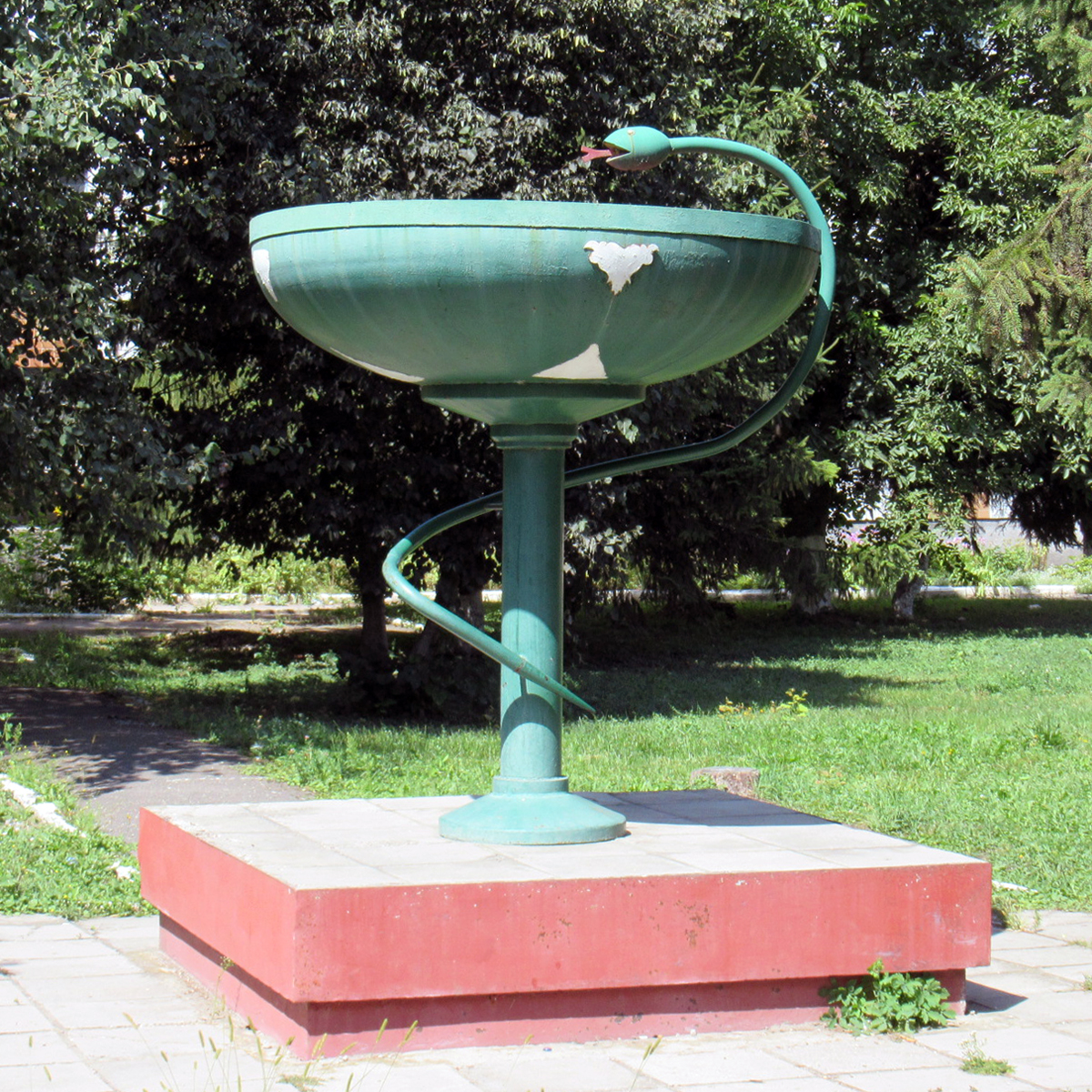
біля Бердичівської районної лікарні